# 比比多神社
比比多神社（ひびたじんじゃ）は神奈川県伊勢原市上粕屋に鎮座する神社。延長5年（927年）の『延喜式神名帳』に記載されている比比多神社（相模国の延喜式内社十三社の内の一社〈小社〉）の論社の一つ。別名「子易明神」（こやすみょうじん）。

## 祭神
- 祭神 ：神吾田鹿葦津姫命 (かむあたかあしつひめのみこと、木花咲耶姫）

## 歴史
天平の頃、当国守護染谷太郎時忠が国の安土・子宝を願って勧請。安産の祈祷に霊験あらたかであったと伝わっている。後に、醍醐天皇の勅願所となり、神階・御告文その他旧記等が、天正18年（1590年）小田原落城時に失われた。それ以降、神号を「易産大明神」又は「子易大明神」と称し、安産守護神として崇敬された。
式内社である比比多神社のもう一つの論社は同市三ノ宮に鎮座する比々多神社。比々多神社の社伝では「比比多神社」と書かれた古額があったのを子易明神社の神主に貸したところ返さず、子易明神社にこれを掲げて式内社と称したとの話を紹介している。ただし、この話には証拠はない。
拝殿の柱は、かつて安産のお守りとして参拝者が少しずつ削って持ち帰ったため（現在は禁止）、細くなっている。

## 祭事
- 1月1日：歳旦祭 元旦祭
- 2月立春後の日曜日：祈年祭 春祭
- 2月上午の日：初午祭
- 7月15日：例大祭
- 11月23日：新嘗祭
- 12月31日：除夜祭
- 毎月1・15日：月例祭

## 社所蔵・文化財など
- 美人図 - 歌川国経筆 享和2年（1802年）12月吉日 荻野住人神崎氏等三名奉納
- 絵馬 - 昭和35年（1962年）11月4日付 県指定重要文化財[3]
- 梛 (なぎ) - 市指定保存木（当神社の肌守には梛の葉が一枚入っている）

## 交通
- 小田急小田原線伊勢原駅北口より神奈中バス（伊10系統）、「大山ケーブル駅」行きに乗り「明神前」バス停下車、徒歩1分。